# Municipio de Franklin (condado de Marion, Iowa)
El municipio de Franklin (en inglés: Franklin Township) es un municipio ubicado en el condado de Marion en el estado estadounidense de Iowa. En el año 2010 tenía una población de 320 habitantes y una densidad poblacional de 3,46 personas por km².

## Geografía
El municipio de Franklin se encuentra ubicado en las coordenadas 41°17′31″N 93°16′9″O / 41.29194, -93.26917. Según la Oficina del Censo de los Estados Unidos, el municipio tiene una superficie total de 92.48 km², de la cual 92,48 km² corresponden a tierra firme y (0 %) 0 km² es agua.

## Demografía
Según el censo de 2010, había 320 personas residiendo en el municipio de Franklin. La densidad de población era de 3,46 hab./km². De los 320 habitantes, el municipio de Franklin estaba compuesto por el 98,13 % blancos, el 0,31 % eran afroamericanos, el 0,94 % eran asiáticos y el 0,63 % eran de una mezcla de razas. Del total de la población el 1,25 % eran hispanos o latinos de cualquier raza.